# Michałkowa
Michałkowa – wieś w Polsce położona w województwie dolnośląskim, w powiecie wałbrzyskim, w gminie Walim.

## Położenie
Michałkowa to luźno zabudowania wieś łańcuchowa o długości około 4 km, leżąca w północnej części Gór Sowich, w dolinie Michałkowskiego Potoku, na wysokości około 360–560 m n.p.m.

## Podział administracyjny
W latach 1975–1998 miejscowość administracyjnie należała do województwa wałbrzyskiego.

## Historia

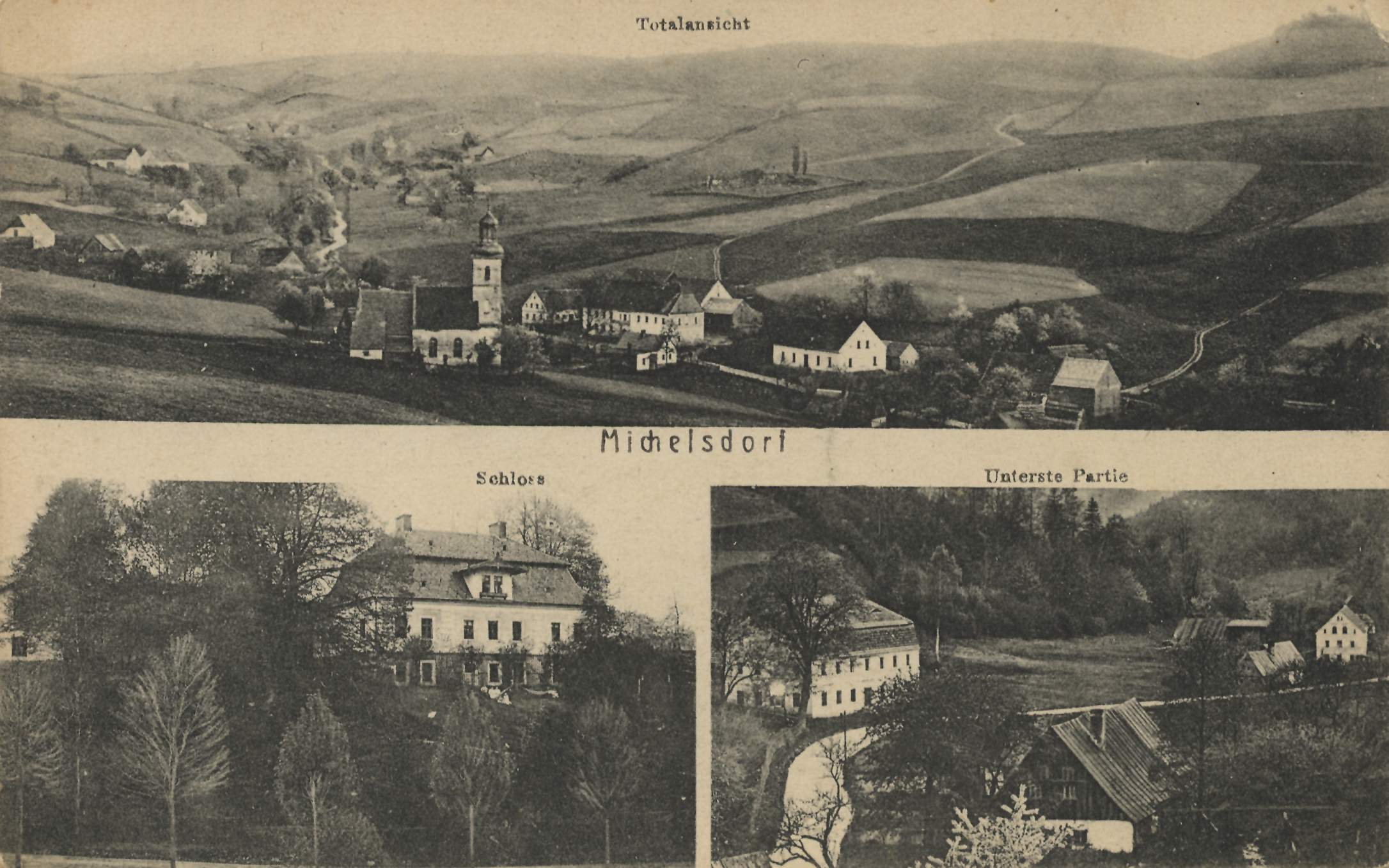
Michelsdorf (1900)

Michałkowa jest najstarszą wsią w regionie, została lokowana w 1318 roku. W 1787 roku była to duża wieś, w której były: kościół z plebanią, szkoła, folwark i 2 młyny wodne, a większość mieszkańców trudniła się tkactwem chałupniczym. W 1825 roku było tu 119 domów w tym: kościół katolicki, szkoła ewangelicka, folwark, szpital, gorzelnia, browar, 2 młyny wodne, tartak, 12 bielników i 3 folusze, a wieś miała status wolnego sołectwa. Miejscowość była wówczas dużym ośrodkiem tkactwa, działało tu 25 krosien bawełnianych i 83 lniane. W 1840 roku liczba krosien wrosła do 172 i był to szczytowy okres rozwoju wsi. Pod koniec XIX wieku korzystne zmiany przyniósł rozwój turystyki, Michałkowa stała się wtedy letniskiem. W latach 1911–1914 zbudowano zaporę na rzece Bystrzycy i utworzono Jezioro Bystrzyckie, którego południowy brzeg znalazł się w pobliżu wsi, co przyczyniło się do jej dalszego letniskowego rozwoju.

Po 1945 roku początkowo Michałkowa była wsią rolniczą, dopiero w latach 60. XX wieku odrodziła się jej funkcja letniskowa. Obecnie rolnictwo zanikło prawie całkowicie, a miejscowość przekształciła się w letnisko znane z pięknych widoków.

## Demografia
Według Narodowego Spisu Powszechnego (2011 r.) liczyła 125 mieszkańców. Jest najmniejszą miejscowością gminy Walim.

## Zabytki
Do wojewódzkiego rejestru zabytków wpisany jest:
- kościół filialny pw. św. Anny, należący do parafii św. Barbary w Walimiu; wzniesiony w XVII wieku, przebudowywany w 1835 roku, jednonawowy, z wydzielonym prezbiterium i wieżą po stronie zachodniej[1].

## Szlaki turystyczne
Przez Michałkową przechodzi  szlak turystyczny z Zagórza Śląskiego na Wielką Sowę. Szlak ten jest częścią europejskiego szlaku turystycznego E3, prowadzącego z Portugalii nad Morze Czarne.